# Boston (Lincolnshire)

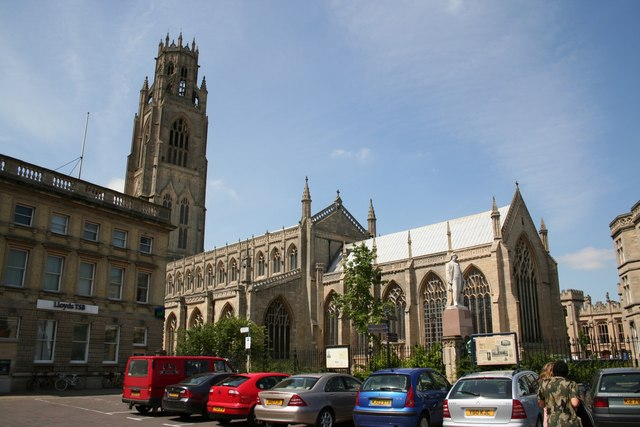
Kostel svatého Botolpha.

Boston je město a malý přístav v Lincolnshire, na východním pobřeží Anglie. Je největším městem bostonské samosprávy s 58 124 obyvateli. V Bostonu samotném žilo podle sčítání z roku 2001 35 124 obyvatel[zdroj?].
Nejviditelnějším znakem města je kostel svatého Botolpha, největší farní kostel v Anglii, který má jednu z nejvyšších věží v Anglii[zdroj⁠?!] viditelnou v rovné krajině Lincolnshire na kilometry daleko.
Emigranti z Bostonu pojmenovali podle tohoto města několik svých osad. Nejznámější je Boston v Massachusetts ve Spojených státech amerických.

## Název města
Jméno Boston bývá spojováno se St. Botolph's Town (městem sv. Botolpha) nebo také se St. Botolph's stone (kamenem sv. Botolpha). Mnoho lidí dnes stále věří[zdroj⁠?!] příběhu, že první osada v místech dnešního Bostonu byla založena v roce 654, kdy saský mnich jménem Botolph založil klášter na břehu řeky Witham. Závažným důvodem, proč je tento příběh zpochybňován je fakt, že v roce 654 řeka Witham ještě neprotékala v blízkosti Bostonu. Botolphova osada tak mnohem pravděpodobněji vznikla v Suffolku. Tak či onak, Botolph byl velmi populárním mnichem, kterému bylo zasvěceno velké množství kostelů mezi Yorkshire a Sussexem, včetně toho v Bostonu.

## Historie
Domesday Book z roku 1086 jmenovitě Boston nezmiňuje. Nicméně zmiňuje osadu Skirbeck, část bohatého panství Drayton. Skirbeck měl dva kostely, z nichž jeden byl pravděpodobně zasvěcen svatému Botolphovi, z čehož patrně vychází název Botolphovo město. Skirbeck je nyní považován za část Bostonu. Ponechal si však své jméno, farnost i volební okres.

## Památky
Nejcennější[zdroj⁠?!] je zde kostel svatého Botolpha. Byl postaven v dekorativním a perpendikulárním stylu. V 19. a 20. století byl nákladem města Bostnu (USA) rekonstruován. Jeho věž je vysoká 90 metrů a je z ní nádherný rozhled na okolní krajinu.
Dále je zde možné navštívit muzeum (Guildhall) a nedaleko ležící Fydell House, postavený v roce 1726 v georgiánském stylu.

## Partnerská města
- Boston, USA
- Laval, Francie (partnerství Bostonu a Lavalu je považováno za jedno nejstarších na světě)
- Hakusan, Japonsko